# I Want Your Love (chanson d'Eduard Romanyuta)
Pour les articles homonymes, voir I Want Your Love.
Chansons représentant la Moldavie au Concours Eurovision de la chanson
Wild Soul
(2014) Falling Stars
(2016)
I Want Your Love (en français « Je veux ton amour ») est la chanson de Eduard Romanyuta qui représente la Moldavie au Concours Eurovision de la chanson 2015 à Vienne.
Le 19 mai 2015, lors de la 1re demi-finale, elle termine à la 11e place avec 41 points et par conséquent n'est pas qualifiée pour la finale.